# 上海鑑泉太極拳社

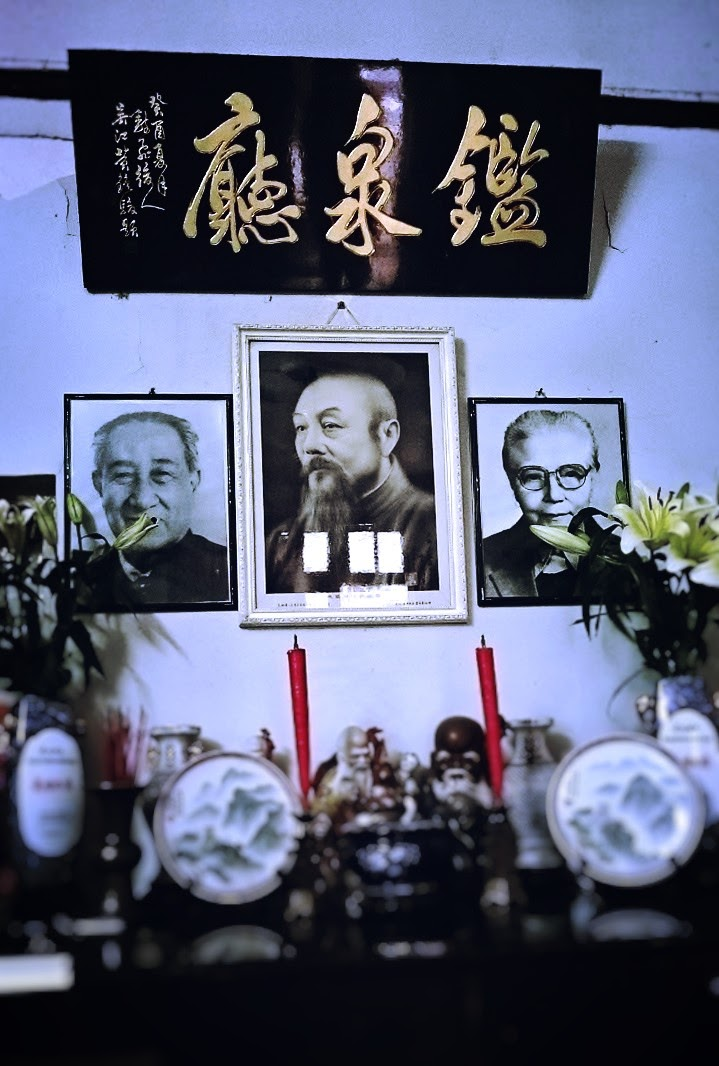
上海鑑泉太極拳社鑑泉庁（2015年撮影）

上海鑑泉太極拳社（シャンハイかんせんたいきょくけんしゃ　中国語：上海鉴泉太极拳社 Shanghai Jianquan Taijiquanshe）は呉式太極拳創始者呉鑑泉によって1932年に上海にて創立された太極拳法人団体である。団体の略称は鑑泉社（かんせんしゃ）。

## 創立
1928年、北京体育学校（旧北京体育講習所）で太極拳の伝授に務めていた呉鑑泉は、上海市政府、精武体育会、中法大学及び当時上海の社会名流であった黄金栄、杜月笙、張暁林、王暁籟等の要請を受け、南下し、多くの人々に太極拳を伝授することに至った。1932年、鑑泉太極拳社が上海に設立された。最初は慈恵南里に拠点を置かれていたが、1935年に、多数の呉式太極拳愛好者達からの出資を受け、八仙橋青年会（現西蔵路青年会YMCA）同意の元で、南棟の最上階の上に増築された新しい稽古場「鑑泉庁」に移転された。「鑑泉庁」は、屋内の面積は約100平米であり、屋外も約50平米の広さであった。周囲の環境が静かで、稽古の設備も揃っていた「鑑泉庁」には、当時各業界の太極拳愛好者に人気があり、最盛期は毎日朝、昼、晩三回稽古のクラスが設けられた。当時の一般民間人のほか、国民党政府の重要人物であった焦易堂、王用賓、熊式輝、彭養光、袁良、呉思豫等も次第に呉鑑泉の元で太極拳を学んでいた。

## 歴代社長
| 代 | 氏名   | 関係                   | 就任年 | 備考 |
| -- | ------ | ---------------------- | ------ | --- |
| 1  | 呉鑑泉 | 創始者                 | 1932   | 創立当時の社長は呉鑑泉であり、副社長は呉英華（呉鑑泉の長女）、馬岳梁（呉英華の夫）であった。                               |
| 2  | 呉公儀 | 呉鑑泉の長男           | 1942   | 呉鑑泉がこの年に逝かれ、長男である呉公儀が社長に就任。                                                                     |
| 3  | 馬岳梁 | 呉鑑泉の婿、呉英華の夫 | 1948   | 呉公儀が上海を離れ、香港へ移住した後、馬岳梁が社長に就任。                                                                 |
| 4  | 呉英華 | 呉鑑泉の長女           | 1980   | 文化大革命が終わった後、鑑泉社が再開された。再開後初代の社長に呉鑑泉の長女呉英華が就任した。夫である馬岳梁が副社長に就任。 |
| 5  | 呉英華 | 同上                   | 1987   | 第二回理事会で呉英華が再度当選し、社長を続投。同年呉英華の長男である馬海龍が副社長に就任。                                 |
| 6  | 馬海龍 | 呉英華、馬岳梁の長男   | 1998   | 同年馬岳梁が逝かれた。 |
| 7  | 馬文釗 | 馬海龍の長男           | 2015   | 同年馬海龍が名誉会長に就任。                                                                                               |

## 文化遺産と授権教学拠点
2015年7月16日、上海鑑泉太極拳社は上海市無形文化遺産として認定され、馬海龍名誉会長が上海鑑泉太極拳社の代表として授牌儀式に出席した。これをきっかけに、上海鑑泉太極拳社の理事、師範代が授業を行う教学拠点の教学品質を向上させるために、「授権拠点」制度が発足された。
2016年10月時点の「授権教学拠点」一覧　（一回目2015年10月、二回目2016年2月）
2017年1月、呉式太極拳研究会は日本初の「授権教学拠点」として上海鑑泉太極拳社より認定された。
| 責任者・師範代 | 伝承                   | 拠点             | 都市     |
| -------------- | ---------------------- | ---------------- | -------- |
| 馬江麟         | 四代目弟子、師：馬岳梁 | 復興中路         | 上海     |
| 呉福冬         | 四代目弟子、師：馬岳梁 | 延中緑地         | 上海     |
| 李光弟         | 四代目弟子、師：馬岳梁 | 上海植物園       | 上海     |
| 費国清         | 四代目弟子、師：馬岳梁 | 臨汾公園         | 上海     |
| 高峰           | 四代目弟子、師：馬岳梁 | 大寧霊石公園     | 上海     |
| 周展方         | 四代目弟子、師：馬岳梁 | 復興公園         | 上海     |
| 周利明         | 四代目弟子、師：馬岳梁 | 人民公園         | 上海     |
| 楊厚詮         | 四代目弟子             | 桂林路           | 上海     |
| 季蓓           | 五代目弟子             | 同済大学         | 上海     |
| 周中福         | 五代目弟子、師：費国清 | 太極静修堂       | 上海     |
| 殷方           | 五代目弟子、師：費国清 | 上海源深体育中心 | 上海     |
| 潘永東         | 五代目弟子、師：銭超群 | 同済大学         | 上海     |
| 李海波         | 五代目弟子、師：馬海龍 | 黄花崗公園       | 広州     |
| 沈剛           | 五代目弟子、師：馬江麟 | 秋津・池袋       | 日本東京 |

## 海外支社
1948年呉公儀の香港移住に伴い、鑑泉太極拳社総社の所在地が香港と見なされた（創立所在地の上海鑑泉太極拳社がそのまま馬岳梁、呉英華の指導のもとで継続）。2016年現在、上海、香港以外、マレーシア、シンガポール、フィリピン、カナダ、オランダ、ドイツ等にも支社がある。上海鑑泉太極拳社は、呉鑑泉太極拳を代表する中国国内で唯一政府（上海民政局）登録済の法人団体である。